# Bauhinia apertilobata
Bauhinia apertilobata là một loài thực vật có hoa trong họ Đậu. Loài này được Merr. & F.P.Metcalf miêu tả khoa học đầu tiên.